# Referendum in Nagorno Karabakh
I referendum in Nagorno Karabakh sono state consultazioni popolari svoltesi nella repubblica de facto a partire dal pronunciamento di autodeterminazione il 2 settembre 1991.

## Lista dei referendum

### 1991
Il referendum del 1991 venne tenuto il 10 dicembre (in seguito tale giorno veniva festeggiato come Giornata della Costituzione e dei referendum) e convalidò il processo di autodeterminazione della piccola repubblica sub caucasica.

### 2006
Il referendum del 2006 si tenne nel medesimo giorno (10 dicembre) ed era finalizzato alla conferma delle modifiche alla Costituzione della repubblica del Nagorno Karabakh. Il testo fissò anche la doppia denominazione ufficiale di repubblica del Nagorno Karabakh e repubblica di Artsakh.

### 2017
Il referendum del 2017, tenutosi il 20 febbraio, sancì nuove modifiche alla Costituzione trasformando lo Stato da repubblica parlamentare in repubblica presidenziale. Inoltre il nome dello Stato venne definitivamente cambiato in repubblica di Artsakh.